# 茂名日报
《茂名日报》（英語：Maoming Daily）是中共茂名市委机关报。

## 历史

### 发行
1959年2月5日，《茂名日报》的前身《茂名报》试刊发行，3月1日创刊，对开2版，逢星期二、五出版，1959年4月2日，《茂名报》改为逢星期二、四、六出版，1960年10月1日，改为4开4版。1961年1月31日，因缺乏纸张及接到广东省委宣传部的指示而停刊。
1983年9月，中共茂名市委决定复办市委机关报《茂名报》。1983年11月，茂名报社成立，社址设在市政府大楼四楼，报社工作人员20余名。1984年1月1日，《茂名报》正式创刊，为四开四版小报，逢周二、周五出版，发行1.6万份。1984年3月1日，《茂名报》由周二刊改为周三刊（逢周二、四、六出版）。1985年1月1日，改名《茂名日报》，并改为周六刊（星期日无报），茂名报社改称茂名日报社，工作人员增至50余人，年平均发行量7.8万份。1987年，被获准全国发行，年均发行量9.3万份，进入全国地市报纸发行量前列。1988年，各版面进行大改革，全年平均发行量10.5万份。1991年1月1日，茂名日报开始在周日发行。1993年1月1日起逢星期二、四、六增刊四版，共四开八版。1994年1月1日，版面扩大，改为对开四版大报。1995年1月1日起，逢星期五推出“周五增刊”。1996年下半年起与地税合办《茂名日报（名城金版）》。1997年，尝试推出以“休闲”为主题的《星期天版》。1999年元旦起，《茂名日报》以彩色印刷出版，并陆续推出《茂名日报·公安交通版》《茂名日报·青年版》，7月1日创办《茂名日报·都市版》。
2000年3月，原茂名市广播电视局的《茂名晚报》移交茂名日报社管理。2000年9月，位于茂名市迎宾四路的茂名日报社新闻大楼建成投入使用。
现为对开大报，周一至五出16版，周末出4版。
报社于1999年5月1日创办网络版。2004年5月18日开通《茂名日报》新闻网。2008年3月22日启用新域名。

### 技术
茂名日报的印刷技术先后经历了三次大的技术飞跃：
- 1984年为创刊购置胶印机、轮转机等设备；
- 1990年5月引入激光照排系统，告别铅印；
- 1998年12月引进彩色扩版机和彩色电子出版系统，实现彩色印刷。

在信息传输方面，报社于1984年组建无线短波收讯电台；1987年与湛江日报、海南日报合租微波电路用于接收新华社电讯；1989年建成卫星地面站；1993年为满足图像处理需求引入视频图像传输、记录设备；1998年11月，建成《南方日报》卫星传版站。

### 书目
- 茂名市地方志编纂委员会.  第一版. 郑州: 生活·读书·新知三联书店. 1997. ISBN 7-108-01088-7. OCLC 46859198.